# Ingeae
Ingeae es una tribu de cerca de 35 géneros y 930 a 970 especies de árboles y arbustos de la subfamilia Mimosoideae en la familia Fabaceae.

## Descripción
Hojas pinnadas o bipinnadas, con estípulas a menudo poco visible, a veces espinescentes; pecíolo, raquis y foliolos a menudo con glándulas, opuestos o (rara vez) alternos, pocas veces unifolioladas. Flores heteromórfas o no, en cabezas, corimbos, umbelas, racimos, espigas o panículas, éstas a su vez axilares o dispuestas en panojas axilares y/o terminales. Cáliz con sépalo soldados, valvado. Corolla de pétalos soldados gamopétala, valvada. Estambres numerosos con filamentos unidos en sus bases en un tubo estaminal bastante largo (este carácter, entre otros, diferencia la tribu de los Acacieae- que tiene los filamentos de los estambres libres o solo soldados en su base); anteras con los granos de polen por lo general recogidos en 2-6 masas en cada locus. Ovarios de 1 a muchos, libres. Las legumbres son dehiscentes o no, rectas o espiralmente retorcidas, moniliformes o no, segmentados o no y con arilo funicular presente en unas pocas especies. Semillas variadas, con línea fisural o no.

## Distribución
Ver mapa en la ficha de taxón.
Crecen desde México hasta Argentina. La mayoría de las especies se encuentran en la cuenca del Amazonas y en las tierras altas de Guyana.

## Ecología
Las vainas maduras caen al suelo y es la alimentación de varios mamíferos, con lo que contribuyen a la dispersión de la semilla.

## Usos
Algunas especies se utilizan por su madera dura, otras son ampliamente cultivadas, y los frutos son vainas de legumbres que contienen grandes cantidades de azúcar y son comestibles. Otros se utilizan como árboles ornamentales en jardines. Las semillas de unas especies son utilizadas como alimento animal y humano.

## Géneros
| - Abarema - Albizia - Archidendron - Archidendropsis - Balizia - Blanchetiodendron - Calliandra - Cathormion - Cedrelinga | - Chloroleucon - Cojoba - Ebenopsis - Enterolobium - Falcataria - Guinetia - Havardia - Hesperalbizia - Hydrochorea | - Inga - Leucochloron - Lysiloma - Macrosamanea - Painteria - Pararchidendron - Paraserianthes - Pithecellobium - Pseudosamanea | - Samanea - Serianthes - Sphinga - Thailentadopsis - Viguieranthus - Wallaceodendron - Zapoteca - Zygia |